# Мещеряков, Михаил Михайлович
Михаи́л Миха́йлович Мещеряко́в (8 (20) ноября 1896; город Таганрог области Войска Донского — 13 мая 1970, город Москва) — советский военачальник, генерал-майор (31.05.1954). Герой Советского Союза (23.09.1944). Полный Георгиевский кавалер.

## Молодость, первая мировая и гражданская войны
Родился 8 (20) ноября 1896 года в городе Таганрог области Войска Донского. В 1907 году окончил церковно-приходскую школу. Работал учеником шорника.
В Русской императорской армии с октября 1915 года. В 1916 году окончил Ораниенбаумскую пулемётную команду и школу инструкторов пулемётного дела; старший унтер-офицер. Участник Первой мировой войны: в январе-ноябре 1916 — взводный унтер-офицер 550-го пехотного Игуменского полка 138-й пехотной дивизии 5-й армии (Северный фронт); подпрапорщик. Награждён Георгиевским крестом 4-х степеней. В боях был трижды ранен. До января 1917 года находился на излечении в госпитале.
С января 1917 года служил в 1-м запасном пулемётном полку (в Ораниенбауме). Участник Февральской революции 1917 года и июльских событий 1917 года в Петрограде, был членом полкового солдатского комитета. С июля 1917 года — председатель ротного, батальонного, полкового, дивизионного комитетов, с октября 1917 года — председатель корпусного комитета 37-го армейского корпуса (Северный фронт). После Октябрьской революции назначен от большевиков комиссаром этого корпуса.
В Красной Армии с марта 1918 года. Был командиром красногвардейского отряда, сформированного из бывших солдат-фронтовиков. В апреле-августе 1918 — помощник командира пулемётной роты Образцового Коммунистического полка особого назначения в Москве. В июле 1918 года участвовал в подавлении восстания левых эсеров в Москве. С сентября 1918 — преподаватель пулемётного дела на 3-х Московских командных курсах. Участник Гражданской войны: в 1919 году участвовал в обороне Петрограда в составе сводной бригады московских курсантов, в начале 1920 года — в ликвидации казачьих формирований генерал-лейтенанта В. Л. Покровского на Кавказе. В 1920 году курсы были переведены в Майкоп, где Мещеряков продолжил службу преподавателем пулемётного дела и командиром взвода. С 1922 года — заместитель начальника по материальному обеспечению Окружных повторных командных курсов среднего комсостава Северо-Кавказского военного округа (в Ростове-на-Дону).

## Межвоенный период
В мае 1923 года демобилизован. С 1923 года работал инструктором пулемётного дела на учебном пункте при Таганрогском военном комиссариате. В 1925 году приехал в Москву, работал рабочим Московского пищепромсоюза, с 1930 года — электросварщиком Московского электрозавода. В 1932 году окончил вечерний рабфак и поступил в институт. В 1937 году окончил Московский институт философии, литературы и истории (философский факультет), в 1938 году — аспирантуру при этом институте. С 1938 года работал преподавателем философии и основ марксизма-ленинизма в Московском авиационном институте и Московском институте физкультуры.

## Великая Отечественная война
В июле 1941 года старший лейтенант запаса М. М. Мещеряков с группой преподавателей института вступил добровольцем в народное ополчение Москвы. Но в том же июле зачислен в Красную Армию и назначен командиром батальона 1010-го стрелкового полка 266-й стрелковой дивизии, формирующихся в Московском военном округе.
Участник Великой Отечественной войны с августа 1941 года на Центральном фронте, где дивизия и полк были включены в состав 66-го стрелкового корпуса 21-й армии. Участвовал в Смоленском оборонительном сражении. 25 августа 1941 года был тяжело ранен в районе города Добруш (Гомельская область, Белорусская ССР) и до октября 1941 года находился на излечении в воронежском госпитале.
В ноябре 1941 — феврале 1942 — комендант Воронежа. В сентябре 1942 года окончил курсы усовершенствования командиров полков Сталинградского фронта.
В сентябре 1942 — мае 1944 — командир 971-го стрелкового полка 273-й стрелковой дивизии 1-й гвардейской армии Донского фронта, во главе которого участвовал в Сталинградской битве. Вёл оборонительные бои в районе Котлубани, затем дивизию передали в 24-ю армию и она вела бои непосредственно в черте Сталинграда до полной капитуляции 6-й немецкой армии. В бою 29 сентября 1942 года был ранен в плечо, но полк не покинул. После вывода в резерв и на пополнение в район Тулы, в июне 1943 года дивизию передали в 11-ю гвардейскую армию. В составе Западного, Брянского (с 2.08.1943), 2-го Прибалтийского (с октября 1943), Белорусского (с 24.10.1943) фронтов участвовал в Орловской, Брянской и Гомельско-Речицкой наступательных операциях. С конца декабря 1943 года дивизия действовала в составе 48-й армии на Белорусском и 1-м Белорусском (с 24.02.1944) фронтах до марта 1944 года, когда её вывели в резерв Ставки ВГК. В апреле дивизия передана на 1-й Украинский фронт.
С июня 1944 года — командир 136-й стрелковой дивизии 21-го стрелкового корпуса 3-й гвардейской армии 1-го Украинского фронта. Во главе её особо отличился в ходе Львовско-Сандомирской наступательной операции, умело организовав прорыв трёх рубежей обороны противника в Гороховском районе (Волынская область, Украина). 18 июля 1944 года дивизия под его командованием с ходу форсировала реку Западный Буг и к утру 19 июля 1944 года расширила плацдарм до 15 км, что способствовало успешной переправе остальных частей и соединений корпуса. В боях на плацдарме 18-19 июля дивизией уничтожено 20 танков, 14 бронетранспортёров, много живой силы врага.
«За образцовое выполнение боевых заданий командования на фронте борьбы с немецкими захватчиками и проявленные при этом отвагу и геройство» указом Президиума Верховного Совета СССР от 23 сентября 1944 года полковнику Мещерякову Михаилу Михайловичу присвоено звание Героя Советского Союза с вручением ордена Ленина и медали «Золотая Звезда».
В октябре дивизию перебросили на Сероцкий плацдарм, а 26 декабря 1944 года полковник Мещеряков был освобождён от должности её командира. С 1 января 1945 — заместитель командира 120-й гвардейской стрелковой дивизии 3-й армии 2-го Белорусского фронта. Когда в первые дни Восточно-Прусской наступательной операции был тяжело ранен командир 339-го гвардейского стрелкового полка этой дивизии полковник С. Н. Деменников, Мещеряков принял на себя исполнение обязанностей командира полка и командовал им более месяца до прибытия нового командира. С марта 1945 — заместитель командира 41-го стрелкового корпуса на 3-м и 1-м Белорусских фронтах, участвовал в Восточно-Прусской и Берлинской наступательных операциях.

## После войны
До августа 1946 года был заместителем командира того же стрелкового корпуса (в Минском военном округе). В сентябре 1946 — феврале 1947 — специальный корреспондент журнала «Военный вестник». С февраля 1947 года находился в распоряжении Управления по внешним сношениям Генерального штаба Вооружённых сил СССР. В апреле 1947 — июле 1950 находился в загранкомандировке в Монголии в качестве военного советника при начальнике Сухэ-Баторского военного училища МНРА (Улан-Батор). С октября 1950 — начальник Сталинградского (с 1957 года — Чкаловского) суворовского военного училища (город Оренбург). С мая 1958 года генерал-майор М. М. Мещеряков — в отставке по болезни.
Жил в Москве. Умер 13 мая 1970 года. Похоронен на Ваганьковском кладбище (7 уч.).

## Воинские звания
- Старший лейтенант запаса (к 1941 г.)
- капитан (25.11.1941)
- майор (3.10.1942)
- подполковник (26.02.1943)
- полковник (22.02.1944)
- генерал-майор (31.05.1954)

## Награды
- Герой Советского Союза (23.09.1944);
- орден Ленина (23.09.1944);
- четыре ордена Красного Знамени (15.01.1943; 15.02.1945; 31.05.1945; 30.12.1956);
- орден Александра Невского (6.02.1943);
- орден Красной Звезды (19.11.1951);
- две медали «За боевые заслуги» (6.05.1946, 28.10.1967);
- медаль «За оборону Сталинграда»;
- медаль «За взятие Кёнигсберга»;
- медаль «За взятие Берлина»;
- медаль «За освобождение Варшавы»;
- другие медали СССР;
- четыре Георгиевских креста;
- Орден «Легион почёта» степени легионера (США, 1945).